# Michael J. Kahana
Michael Jacob Kahana (* 7. Mai 1969 in St. Louis, Missouri) ist ein US-amerikanischer Psychologe.
Kahana ist seit 2004 Professor an der University of Pennsylvania. Seit 2019 hat er dort die Position des Edmund J. and Louise W. Kahn Term Professor of Psychology inne.
Kahana leitet das Computational Memory Lab an der University of Pennsylvania.
1993 wurde er in Psychologie mit der Dissertation Interactions between item, associative, and serial order information an der University of Toronto zum Ph.D. promoviert. Von 1994 bis 2000 war er Assistant Professor an der Brandeis University, dann von 2000 bis 2004 Associate Professor dort.

## Auszeichnungen
- 2010: Troland Research Award

## Schriften
- Foundations of Human Memory. Oxford: Oxford University Press, 2012. ISBN 978-0-19-533324-4.
- Kahana MJ: Associative retrieval processes in free recall. Mem Cognit. 1996 Jan;24(1):103-9. doi:10.3758/bf03197276.
- Michael J Kahana, David Seelig, Joseph R Madsen, Theta returns, Current Opinion in Neurobiology, Volume 11, Issue 6, 2001, Pages 739–744, https://doi.org/10.1016/S0959-4388(01)00278-1.
- Jacobs, J., Kahana, M. J., Ekstrom, A. D., Mollison, M. V. & Fried, I.: A sense of direction in human entorhinal cortex. Proc. Natl. Acad. Sci. USA 107, 6487–6492 (2010).
- Marc W. Howard, Daniel S. Rizzuto, Jeremy B. Caplan, Joseph R. Madsen, John Lisman, Richard Aschenbrenner-Scheibe, Andreas Schulze-Bonhage, Michael J. Kahana, Gamma Oscillations Correlate with Working Memory Load in Humans, Cerebral Cortex, Volume 13, Issue 12, December 2003, Pages 1369–1374, https://doi.org/10.1093/cercor/bhg084.
- Solomon, E. A., Lega, B. C., Sperling, M. R., & Kahana, M. J. (2019): Hippocampal theta codes for distances in semantic and temporal spaces. Proceedings of the National Academy of Sciences, 116(48), 24343–24352.
- Nora A. Herweg, Ethan A. Solomon, Michael J. Kahana, Theta Oscillations in Human Memory, Trends in Cognitive Sciences, Volume 24, Issue 3, 2020, Pages 208–227, https://doi.org/10.1016/j.tics.2019.12.006.
- Kahana, M. J. (2020): Computational models of memory search. In Annual Review of Psychology (Vol. 71). https://doi.org/10.1146/annurev-psych-010418-103358.
- Schonhaut DR, Aghajan ZM, Kahana MJ, Fried I: A neural code for time and space in the human brain. Cell Rep. 2023 Nov 28;42(11):113238. doi:10.1016/j.celrep.2023.113238.